# ФК Рудар Алексиначки Рудник
ФК Рудар Алексиначки Рудник је фудбалски клуб из Алексиначких Рудника,и тренутно се такмичи у Зони "Центар", четврти такмичарски ниво српског фудбала. 